# أندريه ليما بيدرو
أندريه ليما بيدرو (بالبرتغالية: André Lima Pedro‏) (17 يناير 1985 في البرازيل - ) هو لاعب كرة قدم برازيلي في مركز الظهير. لعب مع نادي فلامنغو ونادي فورتاليزا ونادي ماكاي وSertãozinho Futebol Clube ‏ ونادي فولتا ريدوندا وCeilândia Esporte Clube ‏ وSport Club Barueri ‏ وLegião FC ‏ وOeste Futebol Clube ‏.

## وصلات خارجية
- أندريه ليما بيدرو على موقع قاعدة بيانات كرة القدم.إي يو (الإنجليزية)